# 요괴워치 섀도우 사이드
요괴워치 섀도우사이드(일본어: 妖怪ウォッチ シャドウサイド)는 LEVEL-5에서 발매한 닌텐도 3DS용 게임 '요괴워치' 시리즈를 원작으로 한 TV 애니메이션이며, 2018년 3월 29일에 첫 방영했다. 대한민국에서는 투니버스에서 《요괴워치 섀도사이드》라는 제목으로 1~24화는 2019년 4월 23일부터 7월 9일까지 매주 화요일 저녁 8시에 방영했다(23~24화는 오후 7시에 방영). 25~46화(최종화)는 같은 해 9월 17일부터 11월 26일까지 방영했다.

## 방영 목록
| 회차       | 제목                          | 방송 일자        |
| ---------- | ----------------------------- | ---------------- |
| 1화        | 망령 대장                     | 2019년 4월 23일  |
| 2화        | 죽은 자를 태운 자전거         | 2019년 4월 23일  |
| 3화        | 약탈마 빨간 모자              | 2019년 4월 30일  |
| 4화        | 우정 어린 인체 모형           | 2019년 4월 30일  |
| 5화        | 웃고 있는 도그맨              | 2019년 5월 7일   |
| 6화        | 얼굴 귀신의 비밀              | 2019년 5월 7일   |
| 7화        | 오메가의 반란                 | 2019년 5월 14일  |
| 8화        | 하늘을 나는 식인 참치         | 2019년 5월 14일  |
| 9화        | 잔혹한 가위손 조커            | 2019년 5월 21일  |
| 10화       | 나는 고양이 요괴로소이다      | 2019년 5월 21일  |
| 11화       | 적에게 붙잡힌 서도영          | 2019년 5월 28일  |
| 12화       | 요마계로 가는 길              | 2019년 5월 28일  |
| 13화       | 부동명왕 선과 악              | 2019년 6월 4일   |
| 14화       | 화제의 전학생 등장!           | 2019년 6월 4일   |
| 15화       | 위험한 해수욕장               | 2019년 6월 11일  |
| 16화       | 무서운 얼굴 도둑              | 2019년 6월 11일  |
| 17화       | 매미의 역습                   | 2019년 6월 18일  |
| 18화       | 공포의 0 상영관               | 2019년 6월 18일  |
| 19화       | 부활! 검무마신 주작           | 2019년 6월 25일  |
| 20화       | 서도영과 도깨비왕의 조각      | 2019년 6월 25일  |
| 21화       | 닥터 카멜레온의 검은 차트     | 2019년 7월 2일   |
| 22화       | 해피판초의 소원               | 2019년 7월 2일   |
| 23화       | 안녕! 삼식이                  | 2019년 7월 9일   |
| 24화       | 악마가 살고 있는 화장실       | 2019년 7월 9일   |
| 25화       | 떠돌아다니는 황멍이           | 2019년 9월 17일  |
| 26화       | 인공지능 비서의 저주          | 2019년 9월 17일  |
| 27화       | 비극의 빨간 클로버            | 2019년 9월 24일  |
| 28화       | 공주희의 비밀                 | 2019년 9월 24일  |
| 29화       | 결투! 주작 대 현무            | 2019년 10월 1일  |
| 30화       | 무당거미의 최후               | 2019년 10월 1일  |
| 31화       | 한밤 중의 사탄클로스          | 2019년 10월 8일  |
| 32화       | 요괴들만의 요괴 탐정단        | 2019년 10월 8일  |
| 33화       | 흐느껴 우는 발레 슈즈         | 2019년 10월 15일 |
| 34화       | 섀도사이드 크리스마스         | 2019년 10월 15일 |
| 35화       | 공주는 여기에 있다            | 2019년 10월 22일 |
| 36화       | 말의 머리를 가진 괴물         | 2019년 10월 22일 |
| 37화       | 게임 속의 암흑 기사           | 2019년 10월 29일 |
| 38화       | 유혹의 바니 트랩!             | 2019년 10월 29일 |
| 39화       | 원한의 밸런타인데이           | 2019년 11월 5일  |
| 40화       | 동결의 배신                   | 2019년 11월 5일  |
| 41화       | 염라와 잊힌 성                | 2019년 11월 12일 |
| 42화       | 백호의 시험! 서도영 대 주탄혁 | 2019년 11월 12일 |
| 43화       | 어둠으로 떨어진 카이라        | 2019년 11월 19일 |
| 44화       | 전생의 인연과 우정            | 2019년 11월 19일 |
| 45화       | 스피릿의 진실                 | 2019년 11월 26일 |
| 최종화(46) | 오랜 비극의 결말              | 2019년 11월 26일 |

## 주제가(한국어판)
- 1기 오프닝: 때를 기다리자(1화~24화)

연출: 박지혜
개사: 서명수, 버섯S
노래: 강성우, 정유정
- 2기 오프닝: 달려라! 휴이휴(25화~최종화(46))

연출: 박지혜
개사: 서명수, 버섯S
노래: 강성우, 정유정
- 1기 엔딩: 펑키 부기부가(1화~24화)

연출: 박지혜
개사: 서명수, 버섯S
노래: TULA, 이용신
- 2기 엔딩: 방학찬가(25화~최종화(46))

연출: 박지혜
개사: 서명수, 버섯S
노래: TULA, 이용신

## 극장판

### 4기
2017년 12월 16일에 일본에서 4기 극장판이자 요괴워치의 후속작인 《섀도우 사이드 도깨비 왕의 부활》의 제목으로 개봉하였다.
마지막 영화끝후 노래가 나오면서 전 요괴워치의 주인공이 나오면서 섀도사이드 주인공이 안기는 모습을보아 섀도 사이드 주인공은 전작 주인공(윤민호) 딸이다.